# Giro della Provincia di Reggio Calabria 1956
Il Giro della Provincia di Reggio Calabria 1956, diciassettesima edizione della corsa, si svolse il 25 marzo 1956 su un percorso di 274,35 km, con partenza e arrivo a Reggio Calabria. La vittoria fu appannaggio dell'italiano Giuseppe Minardi, che completò il percorso in 7h45'35", alla media di 35,349 km/h, precedendo i connazionali Cleto Maule e Adriano Zamboni.

## Ordine d'arrivo (Top 10)
| Pos. | Corridore            | Squadra             | Tempo    |
| ---- | -------------------- | ------------------- | -------- |
| 1    | Giuseppe Minardi     | Leo-Chlorodont      | 7h45'35" |
| 2    | Cleto Maule          | Torpado-Pirelli     | s.t.     |
| 3    | Adriano Zamboni      | Torpado-Pirelli     | s.t.     |
| 4    | Pierino Baffi        | Nivea-Fuchs-Clément | s.t.     |
| 5    | Eugenio Bertoglio    | Arbos-Bif-Clément   | s.t.     |
| 6    | Waldemaro Bartolozzi | Legnano             | s.t.     |
| 7    | Gastone Nencini      | Leo-Chlorodont      | s.t.     |
| 8    | Nino Assirelli       | Arbos-Bif-Clément   | s.t.     |
| 9    | Remo Bartalini       | Fréjus-Superga      | s.t.     |
| 10   | Angelo Conterno      | Bianchi-Pirelli     | s.t.     |